# Adenosina
A adenosina é um nucleosídeo, formado pela união de uma adenina e uma ribose. É uma purina endógena sintetizada da degradação de aminoácidos como metionina, treonina, valina e isoleucina assim como AMP.

## Função energética
A adenosina desempenha um papel importante na bioquímica, tais como transferência de energia, sob a forma de adenosina tri-fosfato (ATP) e adenosina difosfato (ADP) armazenando energia potencial essencial para o metabolismo energético dos animais.

## Função de sinalização
Sob a forma de adenosina monofosfato cíclico (AMPc), colabora em vias de sinalização intracelular.

## Função no Sistema Nervoso Central (SNC)
No SNC a adenosina atua:
- Inibindo pré e pós-sináptica (PIPS)
- Reduzindo a atividade motora
- Diminuindo a frequência respiratória
- Induzindo ao sono
- Aliviando a ansiedade.

## Função periférica
Os principais efeitos da adenosina fora do SNC incluem:
- Vasodilatação,
- Broncoconstrição,
- Imunossupressão,
- Inibição da agregação plaquetária,
- Diminuição da frequência cardíaca,
- Estimulação de vias aferentes nociceptivas,
- Inibição da libertação de neurotransmissores e,
- Inibição da libertação de factores e hormônios.

## Informação Farmacêutica
É utilizada por via endovenosa para reversão de taquicardia supraventricular paroxística ao bloquear o a transmissão via nó atrioventricular. Administrado por via intravenosa deprime a atividade do nó sinusal e é utilizado para re-estabelecer o ritmo sinusal.
A adenosina também atua como um neuroprotector ao inibir a transmissão excitatória do receptor A1 e estimular uma corrente de saída de K+ (potássio) sensível a acetilcolina no átrio e nódulos sinusal e atrioventricular. Isso resulta em redução do potencial de ação, hiperpolarização e automaticidade mais lenta.
É rapidamente captada por eritrócitos e células endoteliais, sendo sua semi-vida de menos de 10s, por isso deve ser administrado como bolo intravenoso rápido (cerca de 6 mg em 2s), usando um catéter venoso central. Caso não seja suficiente, se administra o dobro, 12 mg em 2s, pela mesma via.
A cafeína é a principal substância que antagoniza os efeitos da adenosina no organismo.

## Contra-indicações
Contra-indicado em caso de Asma.